# Gesetz über den Mutter- und Kinderschutz und die Rechte der Frau
Das Gesetz über den Mutter- und Kinderschutz und die Rechte der Frau war ein von der provisorischen Volkskammer, dem Parlament der Deutschen Demokratischen Republik (DDR), am 27. September 1950 beschlossenes und ab dem 1. Oktober des gleichen Jahres geltendes Gesetz, mit dem in der DDR erstmals eine einheitliche rechtliche Regelung für die Bereiche Mutter- und Kinderschutz sowie Frauenrechte in Kraft trat. Ziele der Verabschiedung des Gesetzes waren gemäß seiner Präambel insbesondere die Durchsetzung des in der Verfassung der DDR enthaltenen Prinzips der vollen Gleichberechtigung von Mann und Frau, die Festigung der Familie sowie die Förderung des Kinderreichtums. Das Gesetz über den Mutter- und Kinderschutz und die Rechte der Frau war in der DDR die Grundlage für die Frauenpolitik und bis 1972 für die Regelung des Schwangerschaftsabbruchs. Mit der Unterzeichnung des Einigungsvertrages wurde es 1990 im Zuge der deutschen Wiedervereinigung aufgehoben.

## Bestimmungen
Zu den Inhalten des Gesetzes über den Mutter- und Kinderschutz und die Rechte der Frau zählten im ersten Abschnitt („Staatliche Hilfe für Mütter und Kinder“, §§ 1–11) unter anderem die Gewährung sowohl einmaliger als auch laufender finanzieller Unterstützung für kinderreiche Mütter, die Bevorzugung alleinerziehender Mütter bei der Aufnahme ihrer Kinder in Kinderkrippen und Kindertagesstätten, Vorgaben zur Errichtung von neuen Kinderpolikliniken, Kinderabteilungen in bestehenden Krankenhäusern, Kinderheimen für Kleinkinder, Kinderkrippen und Kindertagesstätten sowie Entbindungs- und Erholungsheimen, die Schaffung von durchschnittlich drei Mütter- und Kinderberatungsstellen in jedem Kreis der DDR, die Gewährung von Schwangerschafts- und Wochenurlaub im Umfang von fünf Wochen vor und sechs Wochen nach der Geburt sowie die Zahlung einer Schwangerschafts- und Wochenhilfe durch die Sozialversicherung in Höhe des durchschnittlichen Monatseinkommens.
Darüber hinaus enthielt das Gesetz eine Regelung des Schwangerschaftsabbruchs in Form einer Indikationsregelung, durch welche zuvor in den Ländern der DDR geltende Einzelgesetze abgelöst wurden. Nach § 11 des Gesetzes über den Mutter- und Kinderschutz und die Rechte der Frau war ein Schwangerschaftsabbruch nur zulässig nach medizinischer oder embryopathischer Indikation, „wenn die Austragung des Kindes das Leben oder die Gesundheit der schwangeren Frau ernstlich gefährdet oder wenn ein Elternteil mit schwerer Erbkrankheit belastet ist“. Darüber hinaus war die Erlaubnis einer Kommission erforderlich, die aus Ärzten, Vertretern der Organe des Gesundheitswesens und des Demokratischen Frauenbundes bestand.
Im zweiten Abschnitt („Ehe und Familie“, §§ 12–19) wurde festgelegt, dass die Eheschließung für die Frau „keine Einschränkung oder Schmälerung ihrer Rechte“ darstellte, wodurch das Alleinbestimmungsrecht des Mannes in allen Angelegenheiten des ehelichen Lebens aufgehoben und ein gemeinsames Entscheidungsrecht beider Eheleute ersetzt wurde. Der Mutter eines nichtehelichen Kindes standen die vollen elterlichen Rechte zu. Weiterführende Regelungen zum Bereich Ehe und Familie sollten in Form eines noch auszuarbeitenden Familienrechtsgesetzes (vgl. Familiengesetzbuch) beschlossen werden.
Im dritten Abschnitt („Die Frau in der Produktion und der Schutz ihrer Arbeit“, §§ 19–25) war festgelegt, dass sich die Arbeit von Frauen nicht auf traditionelle Frauenberufe beschränken sollte. Darüber hinaus seien die Arbeitsbedingungen den physischen Besonderheiten der Frau anzupassen. Das Gesetz enthielt darüber hinaus das Prinzip der gleichen Bezahlung für die gleiche Arbeit sowie die Vorgabe der Förderung der Arbeit von Frauen in leitenden Stellungen. Weitere Regelungen betrafen Maßnahmen im Hinblick auf die besondere Situation von Frauen in landwirtschaftlichen Berufen sowie die Bevorzugung von alleinstehenden und kinderreichen arbeitenden Müttern bei der Vergabe von Wohnraum sowie bei der Einstellung von Arbeitskräften.
Vorgaben zur Beteiligung von Frauen an politischen und gesellschaftlichen Ämtern waren im vierten Abschnitt („Teilnahme der Frau am staatlichen und gesellschaftlichen Leben“, §§ 26–29) enthalten. Dies betraf beispielsweise die Tätigkeit von Frauen als Bürgermeister, Stadt-, Land- und Kreisräte sowie als Geschworene, Schöffen und Beisitzer, Schiedsleute und Hausvertrauensleute. In den Schlussbestimmungen im fünften Abschnitt (§§ 30/31) wurde die Verletzung des Verfassungsprinzips der Gleichberechtigung der Frauen mit einer Gefängnisstrafe bedroht.

## Änderungen und Aufhebung
Durch die Verabschiedung eines Änderungsgesetzes am 28. Mai 1958 wurden die staatlichen Leistungen für Mütter neu geregelt, insbesondere stieg die Höhe der finanziellen Unterstützung deutlich. Weitere Änderungen des Gesetzes erfolgten durch das am 12. April 1961 beschlossene Einführungsgesetz zum Gesetzbuch der Arbeit der Deutschen Demokratischen Republik sowie durch das Gesetz über die Unterbrechung der Schwangerschaft vom 9. März 1972, mit dem eine grundlegende Neufassung der Rechtslage zum Schwangerschaftsabbruch in Form einer Fristenlösung in Kraft trat. Aufgehoben wurde das Gesetz über den Mutter- und Kinderschutz und die Rechte der Frau durch den am 31. August 1990 unterzeichneten Einigungsvertrag.